# Kurt Wallander

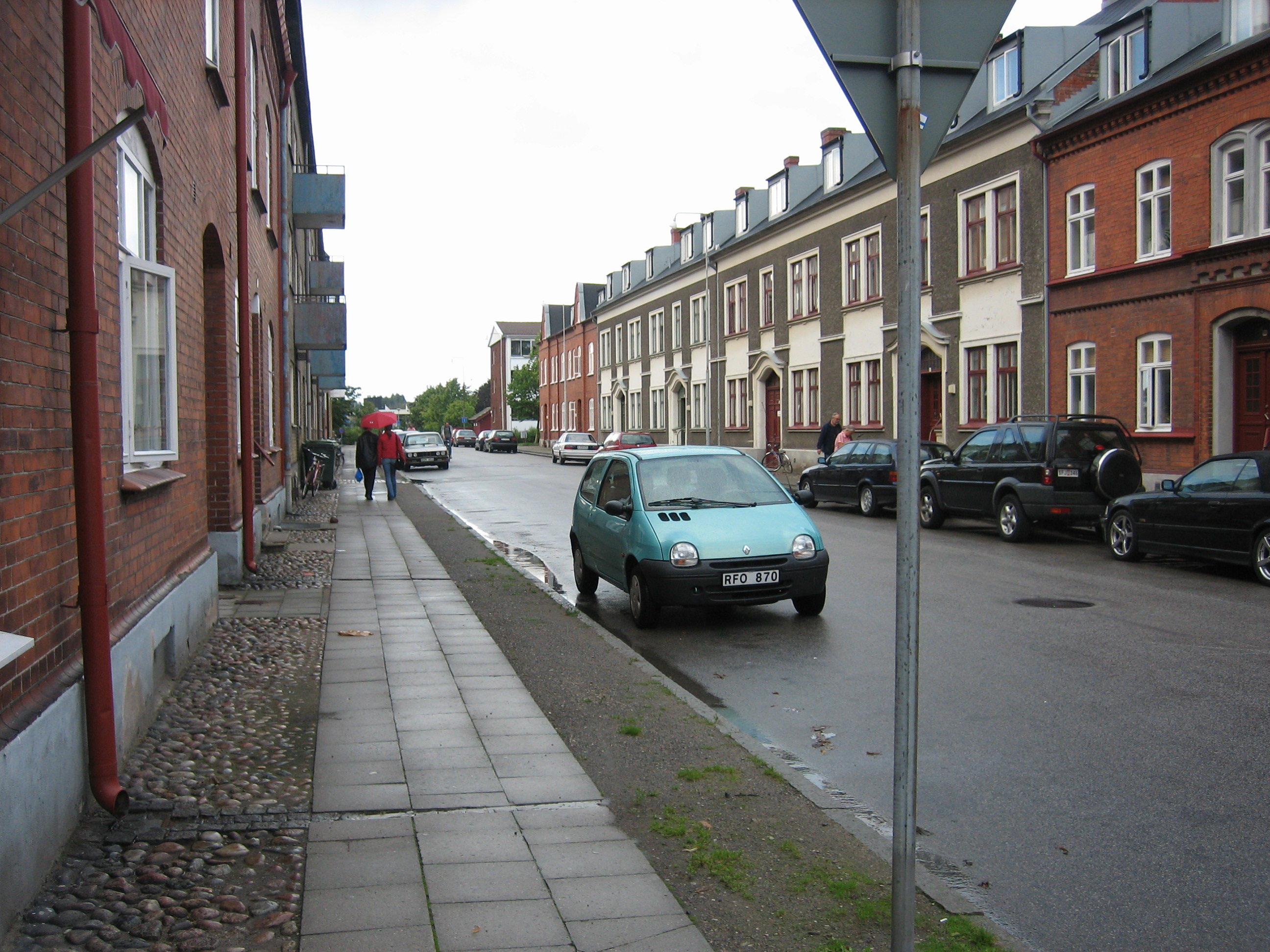
Mariagatan i Ystad

Kurt Wallander är en litterär figur i en serie kriminalromaner skrivna av Henning Mankell. Han har på film spelats av Rolf Lassgård, Krister Henriksson, Kenneth Branagh, Gustaf Skarsgård och Lennart Jähkel.

## Framträdanden